# Oude Plaats
De Oude Plaats (D'aa Plosj) is een buurt in de Belgische gemeente Gooik. In 2022 telde de buurt 170 inwoners.
De buurt ligt aan de Romeinse heerbaan Halle-Ninove op het grondgebied van de Morsebeek en was het begin van het middeleeuwse dorp Oetingen. Hier werd in de 12e eeuw een kasteel opgericht, omringd door een kleine woonkern met een kapel die later zou uitgroeien tot de parochiekerk. Het dorp lag precies op de grens van het graafschap Henegouwen, graafschap Vlaanderen en het hertogdom Brabant. 
Aan het einde van de 17e eeuw leidden politieke en territoriale factoren tot het verdwijnen van de middeleeuwse dorpskern. In 1749 werd het kasteel verlaten, waarna het als steengroeve werd gebruikt door de bewoners. De kerk en pastorie verdwenen rond 1858. Het huidige centrum van Oetingen is ontstaan na de bouw van de Sint-Ursmaruskerk in 1858-1859.